# Pierre Repp
Pierre Repp, geboren als Pierre Alphonse Léon Frédéric Bouclet (* 5. November 1909 in Saint-Pol-sur-Ternoise; † 1. November 1986 in Le Plessis-Trévise), war ein französischer Komiker und Schauspieler, der für sein „Talent zum Plappern“ bekannt war.

## Leben
Repp wurde in Frankreich als Komiker berühmt. In seinem bekannten Sketch Les Crêpes erklärte er ein Rezept auf diese Weise: „Dann fügen Sie etwas Mamerlade hinzu, oh, tut mir leid! Etwas Marlamade ... ähm! Ich, ich gieße etwas Schokolade.“
Er trat in vielen Theaterstücken und Fernsehshows auf sowie in Musikhallen und Pariser Kabaretts und absolvierte Tourneen. In etwa vierzig Filmen wirkte er in Nebenrollen mit.
Seit 1930 war Repp mit seiner Frau Ferdinande Alice Andrée Bouclet verheiratet, die Eheschließung fand in Lille statt.
Pierre Repp starb im Alter von 76 Jahren infolge einer Krebserkrankung und wurde in Fontenay-sous-Bois beigesetzt.

## Filmografie
- 1933: La Merveilleuse Tragédie de Lourdes
- 1933: Une femme au volant
- 1955: Das schwarze Gesicht vom Paris (M’sieur la Caille)
- 1955: Die tolle Residenz (Bonjour sourire)
- 1956: Nuit blanche et rouge à lèvres
- 1956: Für Männer verboten (Club de femmes)
- 1957: Printemps à Paris
- 1957: Le Colonel est de la revue
- 1959: Sie küßten und sie schlugen ihn (Les Quatre Cents Coups)
- 1959: Brigade des mœurs
- 1960: Le Bouclier
- 1960: Crésus
- 1960: Liebesspiele (Les Jeux de l’amour)
- 1960: Candide ou l’Optimisme du XXe siècle
- 1961: Liebhaber für fünf Tage (L’Amant de cinq jours)
- 1961: Freuden der Großstadt (Le Tracassin ou Les Plaisirs de la ville)
- 1962: Césarin joue les étroits mousquetaires
- 1962: Cartouche, der Bandit (Cartouche)
- 1962: Wir bitten zu Bett (Les petits matins)
- 1962: Mondschein über Maubeuge (Un clair de lune à Maubeuge)
- 1963: Ein König allein (Un roi sans divertissement)
- 1963: La Bande à Bobo
- 1964: Fifi, die Feder (Fifi la plume)
- 1965: Humour noir (Umorismo in nero), Episode La Bestiole
- 1965: L'Or du duc
- 1968: Balduin, das Nachtgespenst (Le Tatoué)
- 1968: Der Rächer aus dem Sarg (Sous le signe de Monte-Cristo)
- 1970: Eselshaut (Peau d’Âne)
- 1971: L’Explosion
- 1971: Die Harte mit dem weichen Keks (La grande maffia)
- 1973: Ich weiß von nichts und sage alles (Je sais rien, mais je dirai tout)
- 1976: Lauf mir nach, daß ich Dich fange (Cours après moi que je t’attrape)
- 1979: Charles und Lucie (Charles et Lucie)
- 1979: Louis’ unheimliche Begegnung mit den Außerirdischen (Le Gendarme et les Extra-terrestres)
- 1979: Les Givrés
- 1982: Louis und seine verrückten Politessen (Le Gendarme et les Gendarmettes)
- 1983: Prends ton passe-montagne, on va à la plage
- 1985: Le téléphone sonne toujours deux fois

### Fernsehen
- 1961: Der Schatz der 13 Häuser (Le Trésor des 13 maisons)
- 1963: Abenteuer des Bob Moran oder Bob Morans Weltreisen und Abenteuer
- 1963: Un coup dans l’aile (Fernsehserie)
- 1969: Agence Intérim – Episode Cow-boy (Fernsehserie)
- 1969: D'Artagnan, Teil 1/4: Les Ferrets (Mini-Serie)
- 1969: S.O.S. fréquence 17, Episode Les Menottes
- 1970: Les Caprices de Marianne
- 1972: Spion im Dienste Napoleons (Schulmeister, l’espion de l’empereur) – Episode La conspiration Malet (Fernsehserie)
- 1973: Molière pour rire et pour pleurer
- 1978: Voltaire – Episode Ce diable d’homme (Fernsehserie)

## Theater
- 1962: Au petit bonheur von Marc-Gilbert Sauvajon, Regie: Jean-Michel Rouzière, Théâtre des Nouveautés
- 1966: Ta femme nous trompe von Alexandre Breffort, Regie: Michel Vocoret, Théâtre des Capucines
- 1967: Le Nouveau Testament von Sacha Guitry, Regie: André Valtier und Fernand Gravey, Théâtre des Variétés
- 1967: L’erreur est juste von Jean Paxet, Regie: Christian-Gérard, Théâtre des Arts